# Kepler-107d
Kepler-107d es uno de los cuatro planetas extrasolares que orbitan la estrella Kepler-107. Fue descubierta por el método de tránsito astronómico en el año 2014.